# جولييت بيرجمان
جولييت بيرجمان (بالهولندية: Juliette Bergmann)‏ هي لاعبة كمال أجسام هولندية، ولدت في 30 نوفمبر 1958 في فلاردينجن في هولندا.

## وصلات خارجية
- الموقع الرسمي